# Єрмольєв Юрій Михайлович
Юрій Михайлович Єрмольєв (3 листопада 1936, м. Карачев Брянська область, РРФСР, СРСР - 1 жовтня 2022) — радянський і український математик. Доктор фізико-математичних наук (1971), професор (1974), дійсний член НАН України (обраний 15 січня 1988 за спеціальністю «математична кібернетика», відділення інформатики). Лауреат державних премій УРСР (1973) та СРСР (1981) у галузі науки і техніки, премії ім. В. Глушкова АН УРСР (1987) та премії Премії НАН України імені В. С. Михалєвича (2000). 

## Біографія
Закінчив Київський університет в 1959 році. Відтоді працює в Інституті кібернетики імені В. М. Глушкова НАН України (Київ): від 1971 — зав. відділу матем. методів дослідж. операцій. Одночасно від 1972 — професор кафедри економічної кібернетики та прикладної статистики Київського університету.

## Наукова діяльність
Керування катастроф. ризиками, моделювання процесів прийняття рішень в умовах ризику і невизначеності, глобал. тенденції в атом. енергетиці та природоохорон. галузях. Співзасн. укр. школи оптимізації (зокрема теорії стохаст. оптимізації). Розробив числові методи стохаст. програмування. Як н. с. (від 1991) Міжнар. ін-ту приклад. систем. аналізу (Відень) розробляє методи оцінки ризику техноген. катастроф. Автор низки гасел в «Encyclopedia of Optimization» («Енциклопедія оптимізації», Дордрехт, 2001).

## Наукові праці
- Методы стохастического программирования. Москва, 1976; Numerical Techniques and Stochastic Optimization. Berlin, 1988 (співавт.);
- Generalized urn Schems and technological dinamics // J. Mathematical Economics. 1994. Vol. 23 (співавт.);
- Метод стохастических обобщенных градиентов для решения невыпуклых негладких задач стохастической оптимизации // КСА. 1998. № 2 (співавт.);
- Finding Pareto optimal insurance contacts // The Geneva Papers on Risk and Insurance Theory. 2001. Vol. 26 (співавт.).